# Arakan
Arakan és un estat de Birmània, de nom oficial Rakhine State. Té 2.300.000 habitants i 36.762 km²; la capital es Sittwe (Akyab).

## Divisió administrativa
Està dividit en cinc districtes:
- Sittwe
- Maungdaw
- Buthidaung
- Kyaukpyu
- Thandwe

En total hi ha 17 viles i 1164 pobles i llogarets.
Sota domini britànic els districtes eren Akyab, Kyauk-pyu, Sandoway i els Arakan Hill Tracts o Northern Arakan (aquest darrer estava agregat a l'Arakan, però no era de domini directe britànic).

## Nacions
A l'estat Rakhine hi viuen les següents nacions:
- Rakhine
- Daingnet
- Kamein
- Kwe Myi
- Maramagyi
- Mro
- Rohingya
- Thet

## Història
Arakan va formar part al segle i del regne de Dhanavati i més tard de l'imperi Gupta de l'Índia (entre 350 i 450). En el segle viii fou dominat pel rei Harsa, època en què hi va començar l'arribada de navegants musulmans. El 788 Mahataing Sandya va crear el regne de Vesali o Whetali, dirigit per la dinastia Chandra (788-957). El novè rei va conquerir Chittagong vers el 955.
Reis de Vesali:
- Mahataingsandra 788-810
- Thuriyataingsandra 810-830
- Maulataingsandra 830-849
- Paulataingsandra 849-875
- Kalataingsandra 875-884
- Dulataingsandra 884-903
- Thiritaingsandra 903-935
- Thingghathataingsandra 935-951
- Tsulataingsandra 951-957
- Amyathu 957-964
- Paiphyu 964-994
- Ngamengngatum 994-1018

El 957 Vesali va passar en part als Pala de Bengala i es va constituir el principat de Rokang o Rohang que va subsistir durant dos segles, fins que el kan de Bengala el va sotmetre. Aquest principat fou regit per la dinastia Chakma. El primer rei fou Shakalia, al qual va succeir el seu germà Manikbi. Rohang fou vassall del rei Anawratha de Pagan (1044-1077) (que va sotmetre Arakan, esdevingut tributari, i va seguir així amb la nova dinastia de Pagan, establerta el 1133, amb seu a Parim. El tribut es mantingué fins al 1287)
- Khettarheng 1018-1028
- Tsandatheng 1028-1039
- Mengrengphyu 1039-1049
- Nagathuriya 1049-1052
- Thuriyaradza 1052-1054
- Punnaka 1054-1058
- Mengphyugyi 1058-1060
- Tsithabeng 1060-1061
- Mengnanthu 1061-1066
- Menglade 1066-1072
- Mengkula 1072-1075
- Mengbhilu 1075-1078
- Thengkhaya 1078-1092
- Mengthan 1092-1100
- Mengpadi 1100-1103
- Letyamengnan 1103-1109
- Thihaba 1109-1110
- Radzagyi 1110-1112
- Thakiwenggyi 1112-1115
- Thakiwengngay 1115-1133
- Gauliya 1133-1153
- Datharadza 1153-1165
- Ananthiri 1165-1167
- Mengphuntsa 1167-1174
- Pintsakawa 1174-1176
- Gannayubaw 1176-1179
- Tsalengkabo 1179-1180
- Midzutheng 1180-1191
- Ngaranman 1191-1193
- Ngapuggan 1193-1195
- Ngarakhoing 1195-1198
- Ngakyun 1198-1201
- Ngatshu 1201-1205
- Ngatswaitheng 1205-1206
- Mengkounggyi 1206-1207
- Mengkhoungngay 1207-1208
- Kambhalounggyi 1208-1209
- Kambhaloungngay 1209-1210
- Letyagyi 1210-1218
- Letyangay 1218-1229
- Thanabeng 1229-1232
- Nganathin 1232-1234
- Nganalum 1234-1237

El rei Manikbi va combatre els maghs el 1118-1119; els maghs eren probablement d'una barreja de població procedent del regne hindú de Maghada i població budista local. Manikbi fou succeït el seu fill Manikgri, aquest pel seu fill Madala i aquest pel seu fill Thongza. Fou sota el fill i successor d'aquest darrer, Kamalchega, que Rohang fou conquerida pel rei de Tripura, Dhanyamanika, que es va annexionar una part del país poblada pels anomenats Jumia Maghs, mentre que una altra part, poblada pels Roang Maghs, no fou sotmesa. El 1287 Arakan es va independitzar.
- Hlanmaphyu 1237-1243
- Radzathugyi 1243-1246
- Tsaulu 1246-1251
- Utstsanagyi 1251-1260
- Tsaumwungyi 1260-1268
- Nankyagyi 1268-1272
- Mengbhilu 1272-1276
- Tsithabeng 1276-1279
- Meng Di 1279-1385 (més de cent anys!)
- Utstsanangay 1385-1387
- Thiwarit 1387-1390
- Thintse 1390-1394
- Radzathu 1394-1395
- Tsithabeng 1395-1397
- Myintsoingkyi 1397
- Radzathu (segona vegada)1397-1401
- Thinggathu 1401-1403

El 1404 va accedir al tron el rei Narameikhla, qui va afavorir el desenvolupament de l'islam. Els Maghs budistes van cridar contra aquest rei els birmans d'Ava, i Minkhaung, el sobirà d'aquest país, va enviar el seu fill Minye Kyaw Swa al front d'un exèrcit que va conquerir Arakan. El rei va fugir a Bengala, on la dinastia fundada per Ilysas Shah (Giyathuddin Azam 1390-1411) posseïa el tron, ocupat aleshores pel fill del fundador, Jalaluddin Muhammad, qui no va dubtar a enviar un exèrcit per restaurar en el tron Narameikhla, el qual acabava de convertir-se a l'islam i havia adoptat el nom de Sawmuan Shah (Soliman Shah). Però el cap de l'expedició bengalí, Wali Khan, es va aliar amb un usurpador anomenat Shua Mangji i es va fer proclamar rei. El 1430, un altre exèrcit enviat des de Bengala va derrotar Wali Khan i va restaurar Swamuan. Bengala va conservar Chittagong. El rei va morir quatre anys després.
- Min Saumuan (Narameikhla) 1404-1434.
- Minkhari (Ali Khan) 1434-1459 (germà de l'anterior)
- Basaphyu o Kalima Shah 1459-1482. (fill de l'anterior)
- Doulya (Mathu Shah) 1482-1492 (fill de l'anterior)
- Ba Saw Nyo (Mohammad Shah) 1492-1493 (fill d'Ali Khan)
- Ran Aung (Nori Shah) 1493-1494 (fill de Doulya)
- Salinghatu (Sheik Modullah Shah) 1494-1501 (germà de la mare de Doulya)
- Meng Raza (Ili Shah) 1501-1523. (fill de l'anterior)
- Kasabadi (Ilias Shah) 1523-1525 (fill de l'anterior)
- Meng Saw Oo (Jalal Shah) 1525. (germà de Salinghatu)
- Thatasa (Ali Shah) 1525-1531 (fill de Doulya)
- Minbin (Zabuk Shah) 1531-1553 (fill de Meng Raza)

El 1513 Dhanya Manikya de Tripura va ocupar Chittagong però Bengala la va recuperar el 1514. El 1538 el rei va deixar de pagar el tribut a Bengala, que havia caigut en mans de l'afganès Sher Shah que havia aprofitat les lluites entre el governador de la dinastia dels Hussain Shah de Bengala, el general Nogazil (al servei de Sher Shah), i el governador enviat per l'emperador Moghul Humayun. Les forces de l'emperador van entrar a Chittagong el 1540 i van ocupar Bengala Oriental, i el governador afganès va fugir a Tripura, on el rei Bijoymanik li va concedir asil i suport. Un atac del rei Tabinshwehti de Toungoo a Arakan el 1546 fou rebutjat, però Tripura va ocupar Chittagong que va deixar en mans del general afganès Muhammad Khan Sur, qui es va proclamar allí independent el 1554.
El 1553 va morir Minbin i el tron fou usurpat per Dikha, un budista magh, qui, el 1554, es va sotmetre a Bengala, que havia enviat tropes per restablir la dinastia. Sawhla (possible fill de Dikha) va arribar al tron el 1555 i va governar fins al 1564 que el va succeir el seu germà Min Sekkya. La curta línia dinàstica budista va acabar el 1571, quan el fill de Min Bin, Minpalaung (Sikandar Shah) va arribar al tron. El 1580 Amar Manikya, rei de Tripura, va conquerir Chittagong, que encara era en poder de Bengala. El 1581 Arakan va patir l'atac del rei birmà Baying Naung. El 1582 els arakanesos van conquerir Chittagong, expulsant a la guarnició de Tripura. El rei d'Arakan es va aliar a Portugal.
Min Raza Gyi (Salim Shah), fill de Minpalaung, va ser proclamar rei el 1593. El 1599 el príncep de Toungoo es va revoltar contra son cosí el rei birmà de Pegu Nana Bayin (1581-1599). Arakan va ajudar el rebel i es va apoderar del districte de Syriam. El 1602 els portuguesos van ocupar l'illa de Sondip, que pertanyia al rei de Bakla, cosa que provocà l'inici de l'enemistat amb Arakan, que s'oposava a aquesta conquesta. El 1607 el rei va ordenar la matança general dels portuguesos del regne. El governador portuguès de Sondip hi va morir, però el seu lloctinent Fateh Khan va poder crear un principat independent a la regió, però que només va durar dos anys, ja que Portugal -ara aliat al rei de Bakka- va reconquerir Sondip el 1609. Felip de Brito, governador portuguès de Syriam es va fer pràcticament independent.
El 1612 Minkamung (Husain Shah) fill de Min Raza Gyi, va succeir el seu pare. No va tardar a aliar-se als holandesos amb ajuda dels quals va conquerir Sondip als portuguesos. El 1616 les forces de l'emperador Moghul van intentar de conquerir Chittagong, però Arakan va rebutjar l'atac. Els holandesos van establir una factoria a Mrohaung el 1615.
Thin Thudamma (Salim Shah II) fill del rei anterior, començà a regnar el 1622. Pocs anys després, aprofitant una rebel·lió a Bengala, va arribar a ocupar Dakha però només temporalment. El 1631 i durant més de quatre anys, una gran fam va assolar Arakan. Salim Shah II va morir el 1638 i el va succeir son fill Meng Sani, que fou aviat assassinat; el tron fou usurpat pel budista Narapati (rebesnet del rei Tathasa). Matak Rai (Kamal Shah), germà de Meng Sani, va conservar el control del territori de Chittagong (d'on era governador) i es va proclamar independent, però Narapati va conquerir la ciutat al cap de poc temps.
Thado Minthra, nebot de Narapati, el va succeir el 1645, i amb ell les relacions amb els holandesos es van deteriorar; el rei els va expulsar de Mrohaung, però el 1652 el nou rei Sanda Thudama, fill de Thado Minthra, va permetre altra vegada als holandesos reobrir la factoria. El 1665 els soldats de l'emperador Moghul van atacar Chittagong, que fou finalment conquerida el 26 de gener de 1666. Sanda Thudama va morir el 1684 i després d'ell van regnar 26 reis. Entre 1684 i 1719 hi va haver deu reis, dels quals tres van regnar menys d'un any i dos van regnar menys d'un mes.
- Thirithuriya 1684-1685 (fill de Sanda)
- Waradhammaraza 1685-1692 (germà de l'anterior).
- Munithudhammaraza 1692-1694 (germà de l'anterior)
- Sandathuriyadhamma 1694-1696 (germà de l'anterior)
- Nawrahtazaw 1696 (fill de l'anterior)
- Mayokpiya 1696-1697 (?)
- Kalamandat 1697-1698 (?)
- Naradipati I 1698-1700 (fill de Sandathuriyadhamma)
- Sandawimala I, 1700-1706. (net de Thado)
- Sandathuriya I 1706-1710. (net de Sandathudamma)

El 1710 va arribar al tron Sanda Wizaya, amb qui va retornar una certa estabilitat. Era budista i fou assassinat el 1731 amb la qual cosa la inestabilitat va tornar; el va succeir el seu cunyat Sandathuriya II, que només va regnar tres anys (1731-1734). El seu fill Naradipati II va governar uns mesos, del 1734 al 1735. Narapawara va governar un any, des del 1735 al 1736; el 1736 fou proclamat rei Sanda Wizala, que només va regnar uns mesos, i el va succeir Katya, fins al 1737; després d'aquest efímer rei va ser coronat Madarit Raja1(1737-1742) que era germà de Sanda Wizala.
Nara Apaya va governar 19 anys, des del 1742 al 1761. El va succeir el seu fill Thirithu el 1761, i fou ràpidament substituït per Paramaraza (Sanda Payama) el mateix 1761; va governar fins al 1764 i el va succeir Maha Raza (Apaya), qui va tenir un regnat de nou anys. El 1773 fou proclamat rei Sanda Thumana, qui el 1777 fou substituït per Sandawimala II, i alhora aquest -al cap d'uns mesos- fou succeït pel musulmà Sandathaditha (1777-1782). Un altre musulmà, Thamada, va ser proclamar rei el 1782, però només va governar una mica més de dos anys, puix que el 1785 els birmans, dirigits pel rei de Pegu Bodawphaya, van conquerir el país i la població en va fugir en massa a Bengala. Aquest regne ja tenia una bandera pròpia, que era blanca sobre vermell, amb els racons del vol arrodonits cap a dins.

Bandera del Regne d'Arakan

El 1811 els arakanesos es van revoltar contra els birmans sota el comandament de Chinbyan (King Bering). La rebel·lió va acabar amb la mort de Chinbyan el 1815.
El 1825 s'hi va establir el domini britànic després de la primera guerra entre Birmània i el Regne Unit. Milers de refugiats que havien fugit entre 1785 i 1800 van retornar al país. Arakan va formar administrativament la divisió d'Arakan. El 1836 es va produir una altra rebel·lió nacional que no va aconseguir els seus objectius.
El 1906 es va crear la Yong Men's Buddhist association (YMBA), reconvertida el 1917 en la General Council of Burmeses Association (GCBA). En aquesta època van entrar a Birmània molts indis, molts dels quals eren musulmans, als quals la població d'Arakan no distingia dels arakanesos musulmans (anomenats rohingya): els zerbade (musulmans de Birmània Central), els panthay (musulmans de Birmània Oriental) i els bashu (musulmans de Birmània del Sud).
El 1930 estudiants i intel·lectuals birmans que s'anomenaven a si mateixos thakin (mestres) van crear l'associació Do Bama Asiayone, que demanava la independència. Els maghs (els budistes) d'Arakan es van alinear amb el partit Thakin, mentre que els rohingya en van restar al marge.
El 1931 es va celebrar l'anomenada Conferència de la taula rodona, a Londres, per discutir el futur de Birmània: Arakan hi fou representat pels maghs, mentre els Rohingya es van integrar a la delegació índia.
El 1937 Birmània va accedir a l'autonomia en separar-se de l'Índia Britànica. L'autogovern va donar als thakin el control de tot el país, inclòs Arakan. El 1938 hi va haver disturbis antimusulmans a Rangoon.
El 1940 Aung Sang, líder thakin, junt amb els seus partidaris, va anar al Japó on va crear l'Exèrcit de la Independència Birmana (Burma Independence Army, BIA).
El 23 de desembre de 1940 els japonesos van bombardejar Rangoon i les tropes del BIA sota el comandament del general Bo Ne Win van entrar a la ciutat el març de 1941. L'últim dia de març una bandera birmana blava amb el paó fou hissada a Rangoon.
El 1942 el thakin budista U Kyaw Khine fou nomenat governador d'Arakan, encara britànic. El 23 de març de 1942 els japonesos van bombardeijar Akyab. El president del govern birmà Tha Zan Hla i el vicepresident U Pho Khine van ordenar expulsar els musulmans (Rohingya) d'Arakan. L'ordre no solament fou obeïda pel líder thakin d'Arakan, U Pinnya Thina, sinó que a més a més en va ordenar la matança general, que es va iniciar el 28 de març de 1942. En un mes i dos dies unes cent mil persones foren assassinades i centenars de pobles destruïts. La reacció musulmana no es va fer esperar, i grups Rohingya van ocupar Buthidaung l'abril i després van marxar cap a altres zones, i van crear el Comitè de la Pau dirigit per Omrah Meah.
El 7 de maig de 1942 els japonesos van entrar a Akyab amb l'ajuda de les forces del BIA, ara anomenat Exèrcit Nacional Birmà (Burma National Army, BNA), dirigides per Bo Ran Aung. Els japonesos van aturar la matança de musulmanes i van imposar un acord entre musulmans i budistes, i després van assumir el control d'Arakan l'octubre. Però com que els líders musulmans foren detinguts, des de llavors els rohingya van col·laborar activament amb els britànics. Mentre a Birmània els japonesos instal·laven un govern en què el principal grup era el Partit dels homes pobres (Synyethe - Wunthann).
L'1 d'agost de 1943, Birmània, incloent-hi Arakan, fou proclamada estat independent pels Japonesos. El 1945 Aung San es va separar dels japonesos i es va aliar amb els britànics amb els quals va col·laborar a la part final de la guerra.
Del 24 al 26 de desembre de 1945 va tenir lloc una conferència musulmana a Pyinmana on totes les organitzacions es van unir en un única organització anomenada Congrés Musulmà de Birmània (Burma Muslim Congress, BMC). Una proposició d'una de les organitzacions representades, la General Council of Burma Muslim Association (GCBMA) en el sentit que els musulmans birmans foren representats unitàriament, fou derrotada per un sol vot, i el BMC es va unir a Lliga Antifeixista (AFPFL) d'Aung Sang, i el CGBMA va continuar actuant pel seu compte.
El 27 de gener de 1947 es va produir l'acord Atlee-Aung San sobre la independència de Birmània. El febrer de 1947 la Conferència de Panglong, als Estats Shan, va reconèixer els drets nacionals de les ètnies no birmanes, excepte els rohingya (que ni tan sols foren invitats com a poble separat) i es va reconèixer el dret a l'autodeterminació dels Estats Shan i dels Estats Karenni. Arakan hagués pogut constituir-se en estat, però el líder de la delegació Arakanesa budista U Aung Zan Wai, amb el suport del musulmà Razak (integrat en el partit de la Lliga Antifeixista), va renunciar. Els líders arakanesos budistes esperaven a canvi de tenir poca autonomia, el suport del govern central contra els musulmans d'Arakan. A la vista d'això els musulmans d'Arakan van sol·licitar a Ali Jinnah, el líder musulmà de l'Índia, que el Nord d'Arakan fos inclòs al Pakistan. Per evitar-ho Aung San va oferir garanties del respecte als drets dels musulmans.
L'abril de 1947 es van celebrar les eleccions generals (que foren ajornades a la part nord d'Arakan). Els nacionalistes arakanesos budistes, que volien un estat separat, es van passar al Partit Comunista d'Arakan (ACP) y a l'Organització de Voluntaris del Poble (Peoples Voluntary Organization, PVO). La independència de Birmània fou proclamada l'octubre de 1947 i el novembre els comunistes d'Arakan es van revoltar. El 1948 es va decidir que els budistes arakanesos no tindrien estat dins de Birmània fins que el problema musulmà quedes resolt.
El 1949, davant l'incompliment birmà de les promeses als musulmans, els rohingya es van revoltar sota el comandament de Muhammad Jafar Kawal, revolta coneguda com a "Rebel·lió del Mujahids". Els rebels van hissar la bandera pakistanesa.
El juny de 1949 un regiment militar birmà es va revoltar i es va unir als comunistes i a la VPO. Els rebels Mujahid i els comunistes controlaven quasi tot Arakan, menys Akyab, els primers el nord i els segons el sud. El 1951 va morir assassinat el líder mujahid Kawal i el va succeir Abbas. Un grup armat separat, sota el comandament del coronel Rashid, lloctinent de Kawal, es va crear a Fuimali. Un altre cap mujahid de nom Qassim (Qassim Raja) va començar a actuar pel seu compte al sud, a Maungdaw. Qassim va aconseguir imposar-se a totes les faccions el 1954. Entre 1951 i 1954 l'ofensiva militar del govern li va permetre avanços militars per Arakan. El 25 de setembre de 1954 el primer ministre birmà U Nu va reconèixer als Rohingya com ètnia separada, en una al·locució radiofònica, i des de llavors la revolta dels Mujahid va perdre suport, especialment davant els oferiments de pau del govern. Qassim va fugir al Pakistan. Els Mujahid van seguir combatent cada cop més marginalment fins que els darrers grups es van rendir el 1961 quan es va prometre la creació d'una Muslim National Area al nord d'Arakan, amb un cert grau d'autonomia. Aquesta rebel·lió va donar excusa per a més massacres de musulmans entre 1949 i 1960, i milers de rohingya van abandonar Arakan, i després no se'ls va permetre retornar. Una organització Rohingya, l'Organització Unida Rohingya (United Rohingya Organization, URO) es va crear el 1956.
Entretant s'havien fet eleccions a Arakan el 1951 i 1956. A les primeres el grup Rakhaing National United Organization RNUO (coneguda per Ratanya) va obtenir la majoria, seguida dels musulmans que van obtenir cinc escons i la Lliga Antifeixista amb tres. A les segones la Ratanya va aconseguir només un terç dels diputats, i la Lliga va obtenir la majoria (els musulmans van quedar igual). Els electes sobiranistes Rakhaing del 1951 van crear el grup independent parlamentari d'Arakan (IAPG) que va demanar l'estat separat per Arakan. Aquest grup es va transformar aviat en la Rakhaing [o Arakan] National United Organization (RNUO o ANUO). El 19 de febrer de 1958 la RNUO dirigida pel budista U Hla Tun Pru, va acceptar la creació d'un estat separat, petició que havia estat posposada durant anys perquè els budistes preferien estar dins un Birmània de població budista que dins un estat separat amb una forta població musulmana que era majoritària a la part nord del país, però que ara, amb la disminució de població musulmana per les fugides i les matances, es presentava millor. Els budistes d'Arakan fins i tot van passar a demanar drets pels rakhaing que vivien en territori del Pakistan (després Bangladesh) a la província de Chittagong Hill Tracts, que ells anomenaven Bomang State.
Després de la victòria electoral d'U Nu es van crear comissions que havien d'estudiar la conversió d'Arakan en estat. Immediatament la Rohingya Jamiatul Ulama (RJU) va demanar un districte separat d'Arakan que fos administrat des Rangoon sense intervenció dels budistes d'Arakan. La Rohingya Youth Association (RYA) y la Rohingya Student Association (RSA) van demanar tanmateix que no es donés el rang d'estat a Arakan mentre es mantingueren els records de les recents matances, especialment la de 1942. Però l'Arakanese Muslim Association (AMO) es va manifestar a favor del rang d'estat per Arakan amb la condició que la direcció de l'estat fos alternada entre budistes i musulmans i es reconegués el dret de cada districte a separar-se de l'estat al cap de deu anys per passar a control directe del govern federal
El 31 de març de 1961 es va decidir la creació de la Mayu Frontier Administration (MFA), que abraçava tres districtes arakanesos de majoria musulmana, els quals quedarien sota el control del govern federal (de fet sota el control de l'exèrcit) i separats d'Arakan. Durant quatre anys va existir aquesta administració.
La creació de l'estat d'Arakan sense incloure la MFA es va decidir el 1962 però no es va poder completar legislativament perquè la revolució de març (el cop d'estat del general Ne Win) va enderrocar al govern i va establir el Revolutionary Council of Burma, RCB). La MFA va subsistir fins a l'1 de febrer de 1964. El RCB va donar origen al Burma Socialist Program Party (BSPP), que va tenir una branca arakanesa, formada exclusivament per rakhaings.
Les organitzacions Rohingya URO, RYO, RJU, AMO, Arakan National Muslim Organization (ANMA), Arakanese Muslim Youth Association (AMYA) i Rangoon University Rohingya Students Association (RURSA) foren prohibides el 1964. Els programes de ràdio en llengua rohingya, iniciats el 1961, foren suprimits l'octubre de 1965. Des del 1967 i durant els següents 20 anys milers de persones foren deportades i altres van fugir al Pakistan.
El 1965 es va crear la Rohingya Independence Force (RIF), liderada per Sultan. El 1967 l'organització fou reprimida i Sultan va fugir al Pakistan. El va succeir a la direcció del grup, Muhammada Jafor, al que es va unir un grup d'antics mujahid, dirigit per Jafor Thano (Jafor II), però després d'uns anys de lluita els que van sobreviure van haver de fugir a Bangladesh el 1973. El 1974 finalment, la nova constitució va concedir el rang d'estat a Arakan.
Uns mesos després, el 1975, es va crear el Rohingya Patriotic Front (RPF) liderat per Muhammad Jafor, però va tornar a fracassar després de tres anys de lluita armada. El març de 1978 es va iniciar una operació de neteja ètnica coneguda per Nagamin (Operació Rei Dragó) dirigida contra els Rohingya. El 1982 la llei de ciutadania va excloure als rohingya, que només foren reconeguts com a ciutadans associats. El mateix 1982 el RPF fou refundat amb el nom de Rohingya Solidarity Organization (RSO).
El març de 1988 va esclatar una revolta popular contra Ne Win a Birmània. Maung Maung, un civil, va arribar a la presidència del país sense que per això s'acabaren les manifestacions. Finalment un cop d'estat va donar de nou el poder als militars i es va crear el SLORC (State Law and Order Restoration Council) dirigit pel General Saw Maung. Es van convocar eleccions que es van celebrar el 27 de setembre de 1989, a les que van participar parits arakanesos budistes, però no Rohingyas (els rohingya no tenien drets politics i no podien tampoc registrar partits politics). El partit Arakan League for Democracy (ALD) va obtenir 10 escons i la Lliga Nacional per la Democràcia (NLD) va aconseguir la victòria general. Els musulmans no van obtenir lògicament cap representació i el partit (Rohingya) de nom National Democratic for Human Rights (NDPHR) va patir a més a més la detenció del seu candidat Qasim per càrrecs que no van poder ser demostrats. La victòria de la NLD fou aclaparadora a tot Myanmar i a Arakan. El SLORC es va negar a traspassar el poder i, potser per desviar l'atenció, va provocar un conflicte fronterer amb Bangladesh, durant el qual van morir o van esdevenir refugiats tres-cents mil musulmans. Un acord amb Bangladesh fou signat l'abril de 1992. El novembre de 1993 un acord entre el SLORC i l'Alta Comissaria pels Refugiats de les Nacions Unides (UNHCR) va determinar que en endavant els Rohingya serien considerats ciutadans birmans. Les organitzacions Rohingya es van agrupar en una única organització anomenada Arakan Rohingya National Organization. Els Rohingya van adoptar una bandera nacional, probablement inspirada en la bandera de Bangladesh verda amb una moneda daurada del primer rei musulmà d'Arakan al centre.

## Moviments polítics d'Arakan

### període de dominació britànica fins al 1940
- Rakha-pura (Arakan) League 1918-19.
- All Arakan Welfare Organization 1930
- All Arakan League, 1930
- Youth Awakening League, 1935.
- Proletariat Party, 1935.
- National Congress, maig de 1940
- All Arakan National Congress, maig de 1940

### Revolució antijaponesa 1942-1945
- Arakan National Congress
- Arakan Defense Army (ADA)

### Revolució antibritànica 1945-1948
- AFPFL
- Communist Party of Burma-Arakan Division (bandera roja)
- People's Comrade Party PCP
- CPB-Arakan Commission (bandera blanca)
- People's Liberation Party-PLP

### Moviment antibirmà 1948-1962
Polítics:
- Maha Sanga Samagi Organization
- Thawtuzana (Young Monk) Association
- Ra-Ta-Za, Arakan National United Organization ANUO
- AFPFL-Arakan branch
- Arakan National United Front-ANUF

Militars:
- People's Patriotic Party - PPP
- CPB-Arakan Commission (bandera roja)
- CPB-Arakan state (bandera blanca)
- Mujaheed Party

### Moviment antirbirmà 1962-1972
- Arakan National Liberation Organization-ANLO (PPP fins a 1969; ANLP 1969-1975)
- Communist Party of Arakan-CPA 1962
- Arakan National United Organization ANUO 1964-?
- Arakan Independence Front-AIF 1965-?
- Arakan Chin Liberation Party-ACLP 1965-1978
- Minority Organization - MO 1965-?.
- Rakhaing Muslim Liberation Party-RMLP 1967-1978
- Arakan Liberation Force-ALF 1969-?
- Arakan Independence Organization -AIO i Arakan Independence Army -AIA 1970-1979
- CPB-Arakan Mission 1962-1978
- CPB-Arakan State 1962-1980

### Moviment antibirmà 1972-1988
- CPA 1974-1978
- CPA 1972- vers 2000
- Arakan Liberation Party-ALP 1974, i Arakan Liberation Army (ALA) 1977-1986
- Vanguard of Arakan Revolution (VAR, formada per la AIO i l'ANLP) 1979-?
- Rohingya Solidarity Organization-RSO 1986 (dividida en la facció del Dr. Unos i la facció de Nur Islam)
- Rohingya Patriotic Front-RPF 1986 (dividida en la facció de A. Zafar i la de Sabhir Hussein)
- AIO 1980 (dividia el 1983 en la facció del president i la sel secretari general)
- AIO-President faction (Maung Kyaw Hlaing) 1986 (unió de l'AIO i l'ALP, per formar la NUFA
- RSO-Nur Islam, RPF, unida a la Rohingya Liberation Army RLA, van formar el Arakan Rohingya Islamic Front el 15 setembre 1987.
- Arakan Liberation Organization-ALO 1987-1989
- Arakan People's Freedom Party -APFP 1987-1988.
- IMA-Mujahideen army 1987-1988.

### Moviment nacional 1988-dia d'avui
Militars:

Bandera del Front Nacional Unit d'Arakan (NUFA)

- Tribal Nationality Party-TNP 1988 (escissió del CPB-Arakan State bandera blanca).
- National United Front of Arakan (NUFA) formada el 5 de setembre de 1988 amb la facció del president de l'AIO, l'ALP, l'ANLP, la TNP i la CPA). L'AIO (facció del president) es va unir a l'ALP
- Arakan independence Army, 1988
- AIO (S-G faction)
- National Democratic Force of Arakan (NDFA) 1988; es va unir al NUFA el 1989.
- All Arakan Students Union (AASU) 1988; el 1989 reanomenat All Arakan Students Democratic Revolutionary Front (AASDRF)
- AIO (President faction) restablerta l'11 de gener de 1991, el 20 de maig de 1991 l'AIA i l'AIO (S-G faction) formen l'AIO/AIA
- The Arakan Army (AA) 1991
- The Arakan Outlet Searching Committee-AOSC, 1991, unit a NUFA vers 1993
- ABYMU-Arakan
- Arakan Chin National Liberation Organization-ACNLO
- Red-Flag CPB
- White-Flag CPB-Arakan State
- RSO (Dr. Unos)
- ARIF (Nur Islam).
- IMA (Molvi Herniv)

Polítics:

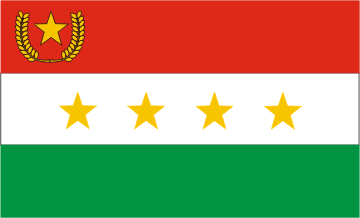
Bandera del Partit Nacional Unit d'Arakan (NUPA)

- National United Party of Arakan (NUPA)
- Arakan League for Democracy-ALD
- National Democratic Front of Arakan
- NLD (Arakan)
- NUP-Arakan
- Kaman National Organization-KNO
- Khami/Mro National Party-K/M NP
- National Human Rights and Democracy Party
- Arakan National United Organization-ANUO